# Josu Olazaran
Jesus María Olazaran Sagardui (Bilbao, Vizcaya, 1937 - Dima, Vizcaya, 13 de marzo de 2024), conocido como Josu Olazaran, fue un empresario y político español de ideología nacionalista vasca.
Fue concejal del Ayuntamiento de Sestao (1983-1987) y juntero de las Juntas Generales de Vizcaya (1979-1983).
Fue miembro (burukide) del Euzkadi Buru Batzar, el comité ejecutivo nacional del PNV, como vocal y como secretario del comité, además de ser una personalidad en el nacionalismo vasco del siglo XX.

## Biografía
Josu Olazaran nació en 1937 en Bilbao (Vizcaya), en el seno de una familia nacionalista vasca. Su padre fue soldado del Euzko Gudarostea, el ejército del Gobierno de Euzkadi durante la Guerra Civil.
Se afilió de joven a Euzko Gaztedi Indarra (EGI) y al Partido Nacionalista Vasco (PNV). En las elecciones a las Juntas Generales del País Vasco de 1979 fue candidato a juntero a las Juntas Generales de Vizcaya por la circunscripción de Las Encartaciones, por el Partido Nacionalista Vasco, con Jesús Mª Sagastagoitia Monasterio como cabeza de lista. Obtuvo escaño como juntero en el Parlamento foral de Vizcaya, durante la I Legislatura de la cámara foral.
En las elecciones municipales de España de 1983 fue candidato a concejal y segundo de la lista por el Partido Nacionalista Vasco, con Teobaldo Guerrero Lobo como cabeza de lista y candidato a alcalde de Sestao. El PNV ganó las elecciones con 11 concejales y Olazaran salió electo concejal durante la legislatura 1983-1987.
Dentro del Partido Nacionalista Vasco, Olazaran fue miembro (burukide) del Bizkai Buru Batzar (BBB), la ejecutiva vizcaína del PNV, y en 1984 se convirtió en miembro (burukide) del Euzkadi Buru Batzar (EBB), el comité ejecutivo nacional del PNV. Durante más de veinte años ejerció como secretario del Euzkadi Buru Batzar (EBB). También fue apoderado de la Junta Municipal del PNV de Sestao, la ejecutiva municipal. Es considerado una personalidad clave dentro del PNV tanto en la clandestinidad como en la transición y durante el siglo XX.
Fundó varias empresas en el sector de la limpieza, entre ellas la empresa Alfus junto con Jabyer Fernández como socio. En 2010 se convirtió en director ejecutivo de la empresa Garbialdi.
Falleció en Dima (Vizcaya) el 13 de marzo de 2024. La homilía del funeral fue dada por Iñigo Urkullu, aún lendakari del Gobierno Vasco en aquel momento.